# Stella Artois
Stella Artois  je belgijsko pivo pils med 4,8 in 5,2% ABV, ki ga je leta 1926 prvič pripravila Brouwerij Artois (Pivovarna Artois) v Leuvenu v Belgiji. Od leta 2008, verzija 4% ABV, se prodaja tudi v Veliki Britaniji, na Irskem, v Kanadi in na Novi Zelandiji . Stella Artois je zdaj v lasti družbe Interbrew International B.V., ki je hčerinsko podjetje največje pivovarne Anheuser-Busch InBev SA / NV. 

## Zgodovina
Leta 1708 je Sébastien Artois postal vodja pivovarne Den Hoorn v Leuvenu, pivovarne iz leta 1366. Artois je leta 1717 kupil pivovarno in jo preimenoval v Brouwerij Artois .
Leta 1926 je Brouwerij Artois začel variti Stello kot božično pivo, poimenovano po božični zvezdi. Prvič prodana v zimski sezoni, je sčasoma postala na voljo celo leto, z izvozom na širši evropski trg, ki se je začel leta 1930. Proizvodnja je bila ustavljena v času med drugo svetovno vojno. Do leta 1960 se bila letna proizvaja približno 100 milijonov litrov Stella Artois. 
Leta 1988 je bila Brouwerij Artois  ustanovitelj združitev in nastal je Interbrew. Istega leta  je ustanovitelj Taylorbrands David Taylor ustvaril trenutno obliko pakiranja, obliko steklenice in nalepko. Originalna oznaka steklenice iz leta 1926 je navdihnila dizajn, ki je zamenjala zasnovo 1960-ih. Oblika vsebuje simbol roga in datum 1366 originalne pivovarne Den Hoorn. Na etiketi so medalje za odličnost, ki jih je Brouwerij Artois dobil na številnih razstavah v Belgiji v 19. in 20. stoletju. Ime Stella Artois je v okviru kartuše, na katero je vplival slog belgijske arhitekture v Leuvenu.
Leta 1993 je podjetje Interbrew preselilo proizvodnjo Stella Artois v novo popolnoma avtomatizirano pivovarno v Leuvenu. Leta 2004 je Interbrew postal del združitve InBev, do leta 2006 pa je skupni letni obseg proizvodnje Stella Artois presegel milijardo litrov.
Leta 2008 je bil InBev del združitve, ki je ustanovil podjetje za pivovarstvo Anheuser-Busch InBev (AB InBev). Leta 2011 se je začela proizvodnja jabolčnika Stella Artois Cidre.

## Proizvodnja
Stella Artois se pripravlja v Belgiji (v tovarnah Leuven in Jupille) in v Združenem kraljestvu ter v drugih državah, vključno z Avstralijo, Brazilijo in Ukrajino. Veliko piva, izvoženega iz Evrope, se proizvaja v pivovarni InBev v Belgiji in pakira v Beckovi pivovarni v Bremnu v Nemčiji. Stella Artois je tudi na avstralskem trgu. V Združene države Amerike Stella Artois uvoža in distribuira Anheuser-Busch. Za madžarsko tržišče je v Bőcsu na Madžarskem Pivovarna Borsod, ki vari pivo na podlagi licence InBev.
Stella Artois je na voljo v sodih in v več velikosti steklenic: 250 ml, 275 ml, 284 ml, 330 ml, 330 ml lahko, 440 ml lahko, 500 ml lahko, 660 ml, 700 ml, 985 ml, 1-litrska steklenica in velikost pinta ki ga poznamo kot "La Grande Bière" (568 ml).
Letno poročilo pivovarske skupine Anheuser-Busch InBev za proračunsko leto 2016 poroča o 6,1-odstotni rasti prihodka . Spletna stran BrandZ.com vodi Stella Artois na Budweiser, Bud Light in Heineken kot četrto najbolj popularno pivo na svetu. 